# Efraín González Luna
Efraín González Luna (Autlán, Jalisco; 18 de octubre de 1898-Guadalajara, Jalisco; 10 de septiembre de 1964) fue un político y abogado mexicano que se desempeñó como primer candidato a la presidencia de la República Mexicana por el Partido Acción Nacional, en cuya fundación tuvo un importante rol junto a Manuel Gómez Morín. Fue padre de Efraín González-Luna Morfín, presidente del Partido Acción Nacional y candidato a la presidencia de la República, al igual que su padre.

## Familia
Quinto de los once hijos del matrimonio formado por Mauro Heliodoro González Álvarez y María del Rosario Luna y Michel, ambos pertenecientes a familias del estado mexicano de Jalisco. En el año de 1911, él y su familia, se trasladaron a Guadalajara a consecuencia de la Revolución Mexicana.
El 12 de enero de 1923 contrajo matrimonio con Amparo Morfín González, de esta unión nacieron ocho hijos: Francisco Javier, Margarita, Adalberto, Efraín (también candidato a la presidencia de la República), Ignacio, Luis, Amparo y Manuel.

## Estudios
Estudió hasta el cuarto año de primaria en el colegio del Sagrado Corazón en Autlán, y al llegar a Guadalajara continuó en el Instituto San José, donde permaneció hasta la expulsión de la Compañía de Jesús en 1914. De allí pasó a la Universidad Morelos y posteriormente al Liceo del Estado donde realizó sus estudios de preparatoria. Estudió la licenciatura en derecho en la Escuela Libre de Jurisprudencia de la Universidad de Guadalajara, donde obtuvo su grado el 29 de octubre de 1920.

## Desarrollo profesional
Efraín González Luna se desempeñó como profesor de Derecho en la Escuela de Leyes de la UdeG 1925-1935 y de la misma rama en los primeros años de la Universidad Autónoma de Guadalajara (UAG), llamada entonces Universidad de Occidente.
Se dedicó al ejercicio libre de su profesión desde la apertura de su despacho en 1920; patrocinó y asesoró a un gran número de casas comerciales e industriales de Guadalajara y el occidente del país; consejero y apoderado legal del Banco Refaccionario de Jalisco SA; consejero del Banco Provincial de Jalisco; apoderado legal del Banco Nacional de México; abogado consultor de la Cámara de Comercio de Guadalajara; abogado de la Arquidiócesis de Guadalajara.

## Escritor
Autor de una gran cantidad de artículos y ensayos literarios, jurídicos y políticos, empleando en ocasiones el seudónimo de Juan Galicia; participó activamente en la edición de la revista Bandera de Provincias, donde publicó entre otros trabajos, la traducción de fragmentos de la obra Ulises de James Joyce; entre sus escritos destacan los siguientes: 
- "El Hombre y el Estado" (1940);
- "Ruina y Esperanza del Municipio Mexicano" (1943);
- "Humanismo Político" (1950);
- "El Fetiche de la Estabilidad Política: no se puede servir a dos señores" (1965);
- "Obras de Efraín González Luna" (8 vols. 1973, 2 vols. adicionales 1998);
- "Los Católicos y la Política en México" (1988).[2]

También fue el primer traductor al español de la obra Ante la Ley de Franz Kafka y tradujo del francés dos obras de Paul Claudel: Anunciación (1944) y Vía Crucis (1944). 
Su biblioteca llegó a contar con 20,000 ejemplares.

## Actividad política
Fundador del Partido Acción Nacional, presidente de la Comisión Redactora de los Principios de Doctrina de Acción Nacional en 1939.
El 30 de octubre de 1940 se realizó la asamblea constituyente para protocolizar y registrar al PAN en Jalisco. Destacaron como fundadores el propio Manuel Gómez Morin y Efraín González Luna, este último como su primer presidente estatal entre 1940 a 1951. Fue candidato a diputado federal en 1943 y 1946.
Fue el primer candidato propio del Partido Acción Nacional a la Presidencia de la República en las elecciones federales de 1952, se le reconocieron 285,555 votos equivalentes al 7.82 por ciento de la votación.
Murió el 10 de septiembre de 1964 en la ciudad de Guadalajara, Jalisco, a consecuencia de un derrame cerebral.